# Liste der Kulturdenkmäler in Hamburg-Iserbrook
Die Liste der Kulturdenkmäler in Hamburg-Iserbrook enthält die in der Denkmalliste ausgewiesenen Denkmäler auf dem Gebiet des Stadtteils Iserbrook der Freien und Hansestadt Hamburg.
Basis ist der Datensatz Denkmalliste Hamburg auf dem Transparenzportal Hamburg. Dieser enthält alle Objekte, die rechtskräftig nach dem Hamburger Denkmalschutzgesetz vom 5. April 2013 unter Denkmalschutz stehen (§ 6 Abs. 1 DSchG HA) oder zumindest zeitweise standen. Die Denkmalliste steht auch als PDF-Dokument zur Verfügung. Alle Denkmäler in Iserbrook, die schon nach dem Denkmalschutzgesetz vom 3. Dezember 1973, zuletzt geändert am 27. November 2007, unter Denkmalschutz standen, sind auch auf der Liste der Kulturdenkmäler im Hamburger Bezirk Altona zu finden.

## Legende
- ID: Gibt die vom Denkmalschutzamt Hamburg vergebene Objekt-ID (Identifikationsnummer) des Kulturdenkmals an, (in Klammern gegebenenfalls die Denkmalnummer nach altem Denkmalschutzgesetz).
- Adresse: Nennt den Straßennamen und, wenn vorhanden, die Hausnummer des Kulturdenkmals. Die Grundsortierung der Liste erfolgt nach dieser Adresse.
- Art: Zeigt an, ob es ein Objekt („O“) oder ein Ensemble („E“) ist.
- Datierung: Gibt die Datierung an; das Jahr der Fertigstellung bzw. den Zeitraum der Errichtung.
- Ensemble: Gibt die Nummer des Ensembles an, zu der das Objekt gehört, bzw. bei Ensembles die Nummer des Ensembles selbst.

Hinweis: Die Grundsortierung der Liste erfolgt nach der Adresse und ist alternativ nach ID, Art (Objekt oder Ensemble), Typ, Datierung, Entwurf oder Kurzbeschreibung sortierbar.

| ID           | Adresse                                                                                            | Art | Typ | Kurzbeschreibung | Datierung                                                                                         | Entwurf                                                                 | Ensemble | Bild           |
| ------------ | -------------------------------------------------------------------------------------------------- | --- | --- | --- | ------------------------------------------------------------------------------------------------- | ----------------------------------------------------------------------- | -------- | -------------- |
| 39156        | Grotefendweg 20, 22 (Lage)                                                                         | O   | Schulanlage (Schulgebäude; Turnhalle; Laubengänge; Pflaster; Denkmal) | Schule Grotefendweg, Schulanlage mit zweigeschossigem Hauptgebäude, eingeschossigen Pavillons, Laubengängen und Pflaster sowie Denkmal Mutter und Kind                                                                | 1958;1960                                                                                         |                                                                         |          | weitere Bilder |
| 30373        | Lachmannweg 2, 4, Schenefelder Landstraße 102, 102a, 102b, 104 (Lage)                              | E   | | Lachmannweg / Schenefelder Landstraße |                                                                                                   |                                                                         | 30373    | weitere Bilder |
| 16095        | Lachmannweg 2 (Lage)                                                                               | O   | Dienstwohngebäude (Offizierswohnungen) | | 1939                                                                                              | Homann, Rudolf                                                          | 30373    |                |
| 16094        | Lachmannweg 4 (Lage)                                                                               | O   | Dienstwohngebäude (Offizierswohnungen) | | 1939                                                                                              | Homann, Rudolf                                                          | 30373    |                |
| 29376        | Musäusstraße 29 (Lage)                                                                             | O   | Schulanlage (Schulgebäude (Klassentrakte, Fachräume, Verwaltung usw.); Turnhalle; Aula; Laubengänge; Mauern im Hofbereich; weitere erhaltene Reste der historischen Außenraumgestaltung)                    | Schule Iserbrook, Schulanlage mit Schulgebäuden (Klassentrakte, Fachräume, Verwaltung usw.), Turnhalle, Aula, Laubengängen, Mauern im Hofbereich sowie weiteren erhaltenen Reste der historischen Außenraumgestaltung | 1949 (Wettbewerb und Pläne 1945); 1953; 1965                                                      | Antz, Hans M. (Baudirektor, für 1. BA); Seitz, Paul (für Erweiterungen) |          | weitere Bilder |
| 30331        | Osdorfer Landstraße 365, 387, 389, 391, 391a, 391b, 391c, 391d, Schenefelder Landstraße 126 (Lage) | E   | | Kaserne Iserbrook / Reichspräsident-Ebert-Kaserne Osdorfer Landstraße |                                                                                                   |                                                                         | 30331    | weitere Bilder |
| 16104        | Osdorfer Landstraße 365, Schenefelder Landstraße 126 (Lage)                                        | O   | Kaserne (Mannschaftsunterkünfte; Offiziersheim; Offizierskasino; Stabsgebäude; Wirtschaftsgebäude; Kraftfahrzeughallen/Geschützhallen (mit Flakturm); Technikhalle/Heizwerk; Torhaus; Einfriedungen; u. a.) | Kaserne Iserbrook / Reichspräsident-Ebert-Kaserne Osdorfer Landstraße | 1935–37 (z. T. Fortnutzung/Umbau älterer Gebäude); 1967/76 (Erweiterung für Bundeswehrfachschule) |                                                                         | 30331    |                |
| 29905 (1877) | Osdorfer Landstraße 372, 374 (Lage)                                                                | O   | Villa | Osdorfer Landstraße 372/374 | 1912–14                                                                                           | Baedeker, Walther                                                       |          |                |
| 17425        | Osdorfer Landstraße 380 (Lage)                                                                     | O   | Villa | | 1913                                                                                              | Baedeker, Walther                                                       |          |                |
| 16102        | Osdorfer Landstraße 387 (Lage)                                                                     | O   | Wohngebäude | Wohnhaus Kaserne Iserbrook | 1935, um                                                                                          |                                                                         | 30331    |                |
| 16101        | Osdorfer Landstraße 389 (Lage)                                                                     | O   | Wohngebäude | Wohnhaus Kaserne Iserbrook | 1935, um                                                                                          |                                                                         | 30331    |                |
| 15648        | Osdorfer Landstraße 391 (Lage)                                                                     | O   | Wohngebäude | Wohnhaus Kaserne Iserbrook | 1935, um                                                                                          |                                                                         | 30331    |                |
| 16099        | Osdorfer Landstraße 391a, 391b, 391c, 391d (Lage)                                                  | O   | Wohngebäude | | 20. Jh., 2. Hälfte                                                                                |                                                                         | 30331    |                |
| 16103        | Schenefelder Landstraße 102 (Lage)                                                                 | O   | Dienstwohngebäude (Offizierswohnungen) | | 1939                                                                                              | Homann, Rudolf                                                          | 30373    |                |
| 16113        | Schenefelder Landstraße 102a (Lage)                                                                | O   | Dienstwohngebäude (Offizierswohnungen) | | 1939                                                                                              | Homann, Rudolf                                                          | 30373    |                |
| 16097        | Schenefelder Landstraße 102b (Lage)                                                                | O   | Dienstwohngebäude (Offizierswohnungen) | | 1939                                                                                              | Homann, Rudolf                                                          | 30373    |                |
| 16096        | Schenefelder Landstraße 104 (Lage)                                                                 | O   | Dienstwohngebäude (Offizierswohnungen) | | 1939                                                                                              | Homann, Rudolf                                                          | 30373    |                |
| 14321        | Schenefelder Landstraße nördlich von Nr. 285 (Lage)                                                | O   | Grenzstein | | 18./19. Jh.                                                                                       |                                                                         |          |                |